# André Lafargue
Pour les articles homonymes, voir Lafargue.
Pour l’article ayant un titre homophone, voir André Laffargue.
André Lafargue, né le 2 juillet 1917 à Paris, où il est mort le 18 juillet 2017, est un journaliste et résistant français.
Collaborateur du Parisien, dont il est le doyen, il est critique de cinéma et de théâtre.

## Biographie
Jean André Lafargue naît le 2 juillet 1917 dans le 15e arrondissement de Paris,, . Son père Jean deviendra directeur général d'Électricité et gaz du Nord, quand sa mère Florence Chamier est britannique d'origine française huguenote. Il a un frère, Claude, médecin, qui prit également part à la Résistance et fut lui aussi déporté, mais à Dachau.

### Résistance
En juin 1940, à presque 23 ans, André Lafargue est mobilisé dans le régiment de Fontenay-le-Comte, en Vendée. « Avec quelques camarades, on s'est rendu à pied vers le port de La Rochelle avec l'espoir d'embarquer pour l'Angleterre », après l'appel de Charles de Gaulle. Mais n'y parvenant pas, il revient vers Paris. Il est alors étudiant à l'École libre des sciences politiques et partage un appartement avec Marcel Renet, qui fonde le journal clandestin Résistance (deuxième du titre, entre 1942 et 1944), où il signe ses articles sous le nom Robert Desniaux, et le mouvement du même nom, où son pseudonyme est La Flèche,:
« Moi, c'est davantage mon tempérament de me battre avec ma plume, c'était mon fusil. […] Je suis allé en zone sud pour voir comment fonctionnait Franc-Tireur, j'ai vu Claudius Petit qui m'a appris qu'un représentant du général de Gaulle se trouvait en France mais qu'il n'était pas encore venu en zone occupée. Il s'agissait de Jean Moulin. Il est ensuite venu à Paris et nous avons pris contact avec d'autres mouvements. Il avait été question, via Jean Moulin, que j'aille en Angleterre pour faire connaître le mouvement et leur demander du matériel et des armes. Mais alors que je devais partir, j'ai été arrêté par la Gestapo. »
Arrêté par la Gestapo le 30 septembre 1943 au Mans, torturé puis déporté via Compiègne dans les camps de concentration de Buchenwald (24/01/1944), de Mauthausen (25/02/1944) et, enfin, dans son annexe, Ebensee (24/07/1944), où il est témoin de l'arrivée des troupes américaines, le 6 juin 1945 ». Pendant sa captivité, ses doigts sont victimes de la gangrène et doivent être amputés.
Participant à son retour à l'accueil des déportés survivants au Lutetia à Paris, il évoque en 2005 ce souvenir de sa déportation : « Son matricule  53 858 lui vient encore aux lèvres en allemand, automatiquement ».

### Journalisme

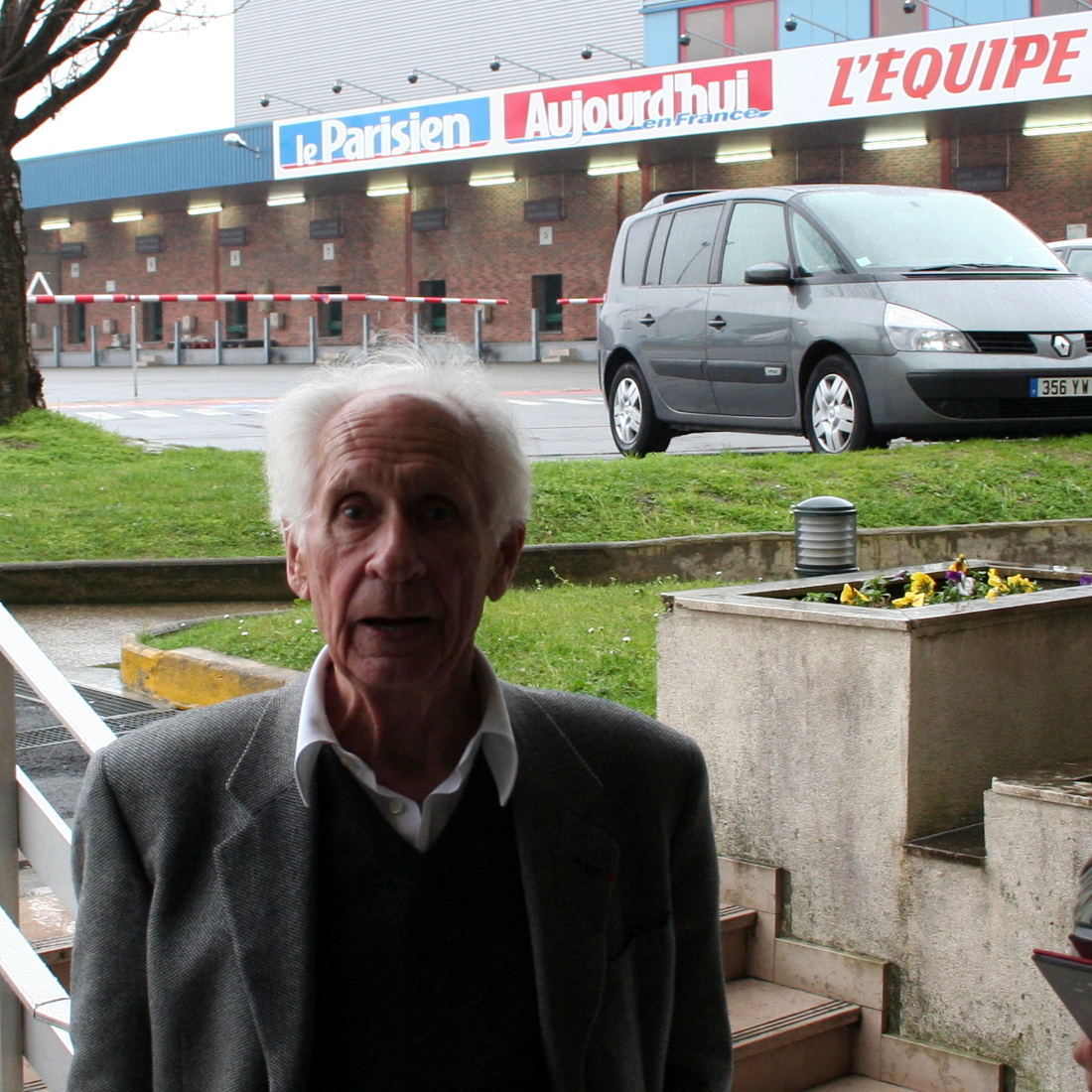
André Lafargue dans les locaux du Parisien en 2007.

Après la Libération, André Lafargue revient au journal Résistance, devenu Paris-Matin. Le titre fusionne avec Le Pays et devient Ce Matin-Le Pays. Quand il cesse de paraître, le journaliste entre au Parisien libéré, qui devient en 1986 Le Parisien-Aujourd'hui en France.
Le 31 décembre 1987, il est officiellement retraité et commence dès le lendemain, le 1er janvier 1988, une activité de « pigiste permanent » au Parisien. La même année, il se marie avec sa seconde épouse, l'actrice Monique Morisi, qui était sa compagne depuis 1957.
Il y mène une carrière de critique de cinéma et de théâtre inlassable ; à 95 ans, raconte son petit-fils Jean-Noël Lafargue en 2012, « chaque soir il va voir une pièce de théâtre et chaque jour il occupe son bureau à la rédaction du Parisien où, en qualité de pigiste retraité, il écrit des critiques des spectacles vus la veille » (en 2016, à la veille de ses 99 ans, il publie une critique de la pièce Mère Teresa).
Son métier et les domaines qu'il traite, raconte son petit-fils, « le cinéma, le théâtre, et les arts en général, lui ont permis de connaître ou de rencontrer des gens comme Audrey Hepburn, Michèle Morgan, André Bourvil, Alain Saint-Ogan, ou Michel Audiard, qu’il se vante d’avoir présenté à André Hunebelle, grâce à qui il a pu commencer la carrière du futur dialoguiste des Tontons flingueurs. »
Le 29 juin 2017, ses cent ans sont fêtés dans les locaux du Parisien.

### Mort
Alors qu'il est « le plus vieux journaliste de France encore en activité », il meurt dans son sommeil dans la nuit du 17 au 18 juillet 2017.

## Décorations
- Médaille de la Résistance française avec rosette (décret du 20 novembre 1946)[20].
- Officier de l'ordre des Arts et des Lettres (2010) ; chevalier en 1974[3].
- Plume d'or de la presse (1980)[3].